# ドージェのアンドレア・グリッティの肖像
『ドージェのアンドレア・グリッティの肖像』（ドージェのアンドレア・グリッティのしょうぞう、英: Ritratto del Doge Andrea Gritti、英: Portrait of Doge Andrea Gritti）は、イタリア盛期ルネサンスのヴェネツィア派の巨匠ティツィアーノ・ヴェチェッリオが1540年代後半にキャンバス上に油彩で描いた絵画で、1523年から死去した1538年までヴェネツィア共和国のドージェ (元首) であったアンドレア・グリッティの肖像画である。「Titianus E. F.」という署名がある。グリッティの死後に制作された絵画であるため、ドゥカーレ宮殿の大広間のためにティツィアーノが描き、1577年の火災で焼失した作品を含め、より早い時期のグリッティの肖像にもとづいている可能性がある。絵画はワシントン・ナショナル・ギャラリーに所蔵されている。

## 作品
グリッティはおおよそ腰までの姿で描かれており、ドージェの帽子、金糸で輝く国家の装束を身に着けている。彼は硬く結んだ口にいくらか厳しい表情をして、じっと左側を見つめている。握りしめた手が幅広い袖から見えている。金色のブロケード上の光、白い毛皮の幅広い裏打ち、白い髭と帽子の上の金色のレースわずかな色彩で描かれている。突き出ている眉毛の下で部分的に影になっている目は、威厳に満ちた人物の焦点となっている。
彼はまた大いなる芸術の庇護者で、彼の指示で数多くのティツィアーノの宗教画、歴史画、寓意画が描かれたが、それらの大部分は現在では失われている。

## 制作時期
作品はかつてジョゼフ・クロウとジョヴァンニ・バッティスタ・カヴァルカセッレによりイル・ポルデノーネに帰属されたが、ゲオルク・グローナウ (Georg Gronau) によればこれはありえない。 本作の様式はドージェの初期統治時代 (1523-1538年) ではなく、1540年以降に制作されたティツィアーノの肖像画 (パラティーナ美術館の『ピエトロ・アレティーノの肖像』など) に近い。ナショナル・ギャラリーは、作品が1546年から1550年の間に制作されたとしている。

## 分析

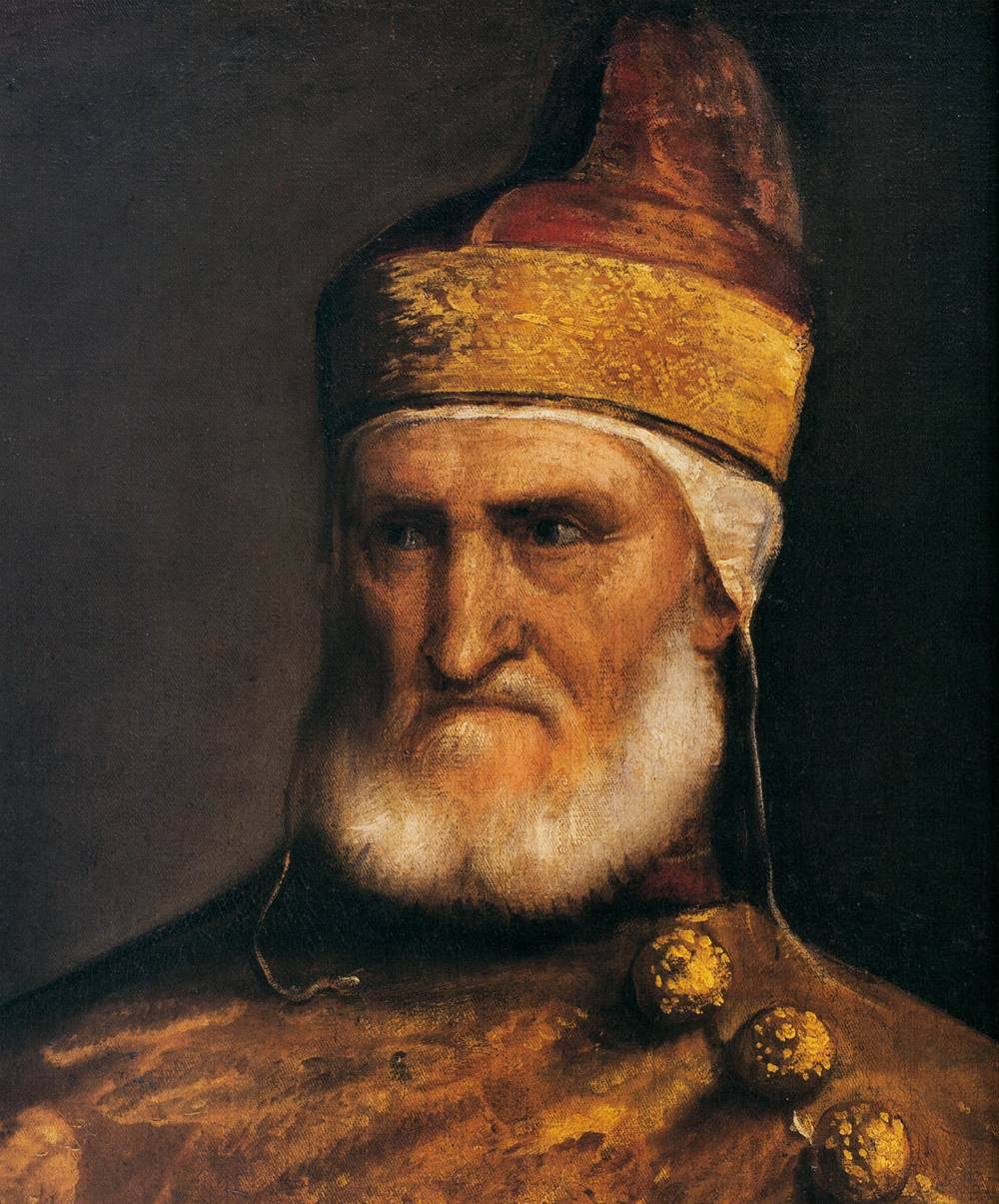
部分

本作は、ティツィアーノがヴェネツィア共和国の公式画家として描いたにちがいないドージェのアンドレア・グリッティの全肖像画中、現存する唯一の作品である。作品は、国家用の肖像画の予備習作として用いられた可能性があり、ティツィアーノにより大まかにスケッチされ、わずか2、３回に分けた制作で仕上げられた。グローナウによれば、「意匠の自発的な新鮮さ、技術面での真実的自然さから、強い印象をあたえずにはおかない」。
絵画の構図と特質はまた、本作が公的な肖像画ではなく、私的な委嘱であったことをも示唆している。実際、この絵画はグリッティ家の所有となったのである。
絵画は、影響を与えた可能性のあるミケランジェロの『モーセ像』 (サン・ピエトロ・イン・ヴィンコリ聖堂、ローマ) と結び付けられてきた。両作とも畏敬を感じさせる特質で対象を満たしている。とりわけ、グリッティの右手は『モーセ像』に手にもとづいているのかもしれない。彫刻家のヤーコポ・サンソヴィーノは『モーセ像』の手の石膏の型をヴェネツィアにもたらしたと考えられおり、ティツィアーノはおそらく妥協しない威厳性を創造するためにその型を参照したのであろう。

## 来歴
絵画は、1626年にイタリアでイングランド王チャールズ1世のために購入され、ロンドンのホワイトホール宮殿に掛けられたが、1651年10月23日にロンドンのサマセット・ハウスにおける国民競売で売却された。ヴェンツェル・アントン・フォン・カウニッツにより所有され、1794年にアロイス・フォン・カウニッツに相続された。 1820年3月13日のウィーンのカウニッツ競売で目録番号178として売却され、ウィーンのヨハン・ルドルフ・ツェルニン・フォン・ウント・ツー・シューデニッツ伯爵に購入された。相続によって、ツェルニン家を通して、1933年の時点でウィーンのオイゲン (Eugen) ・ツェルニン・フォン・シューデニッツ伯爵の所有となり、少なくとも1948年まで伯爵が所有していた。 1954年、ニューヨークのサミュエル・H・クレス財団に売却され、1961年にワシントンのナショナル・ギャラリーに贈られた。

## ギャラリー

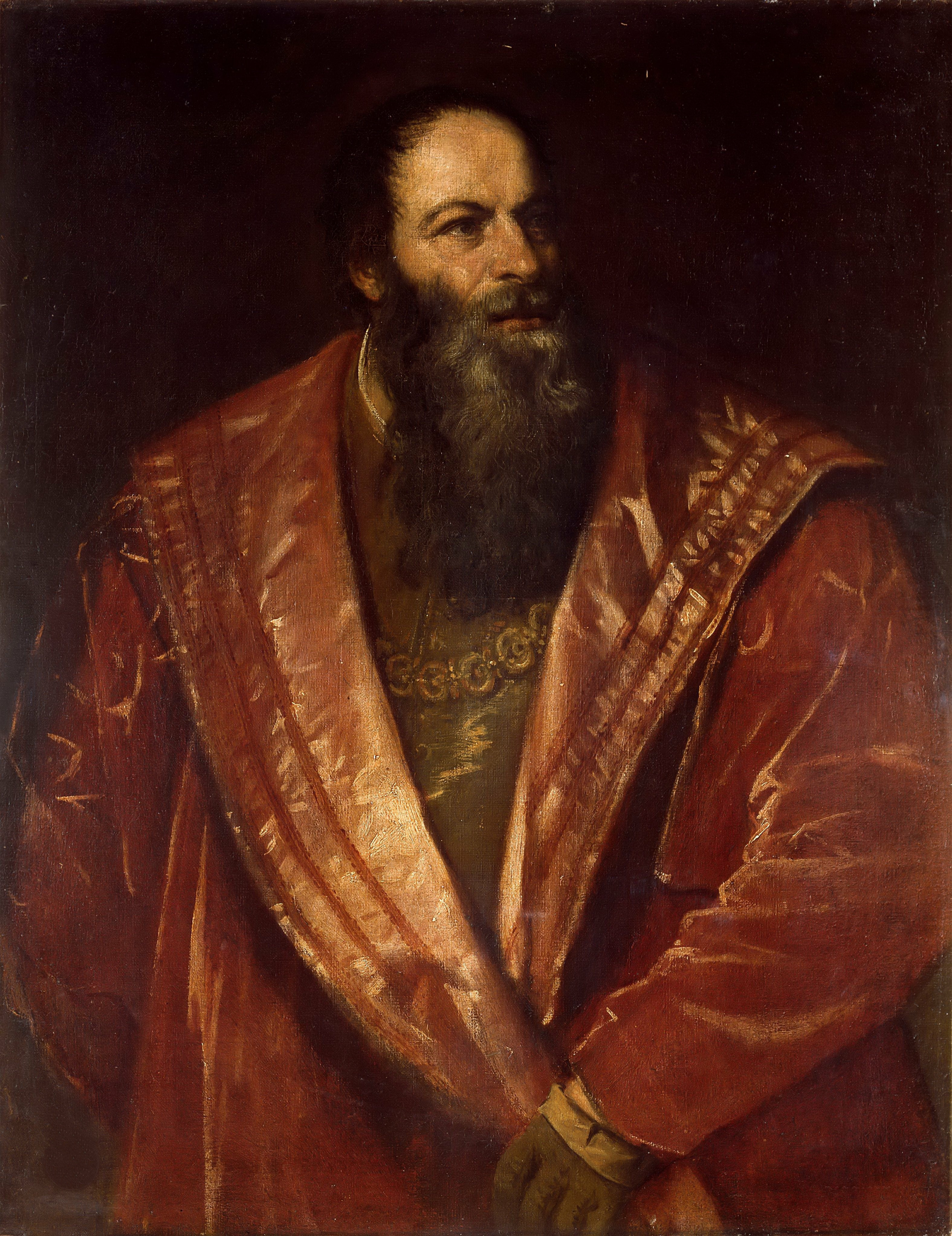
ティツィアーノ『ピエトロ・アレティーノの肖像』 (1545年ごろ)、パラティーナ美術館、フィレンツェ
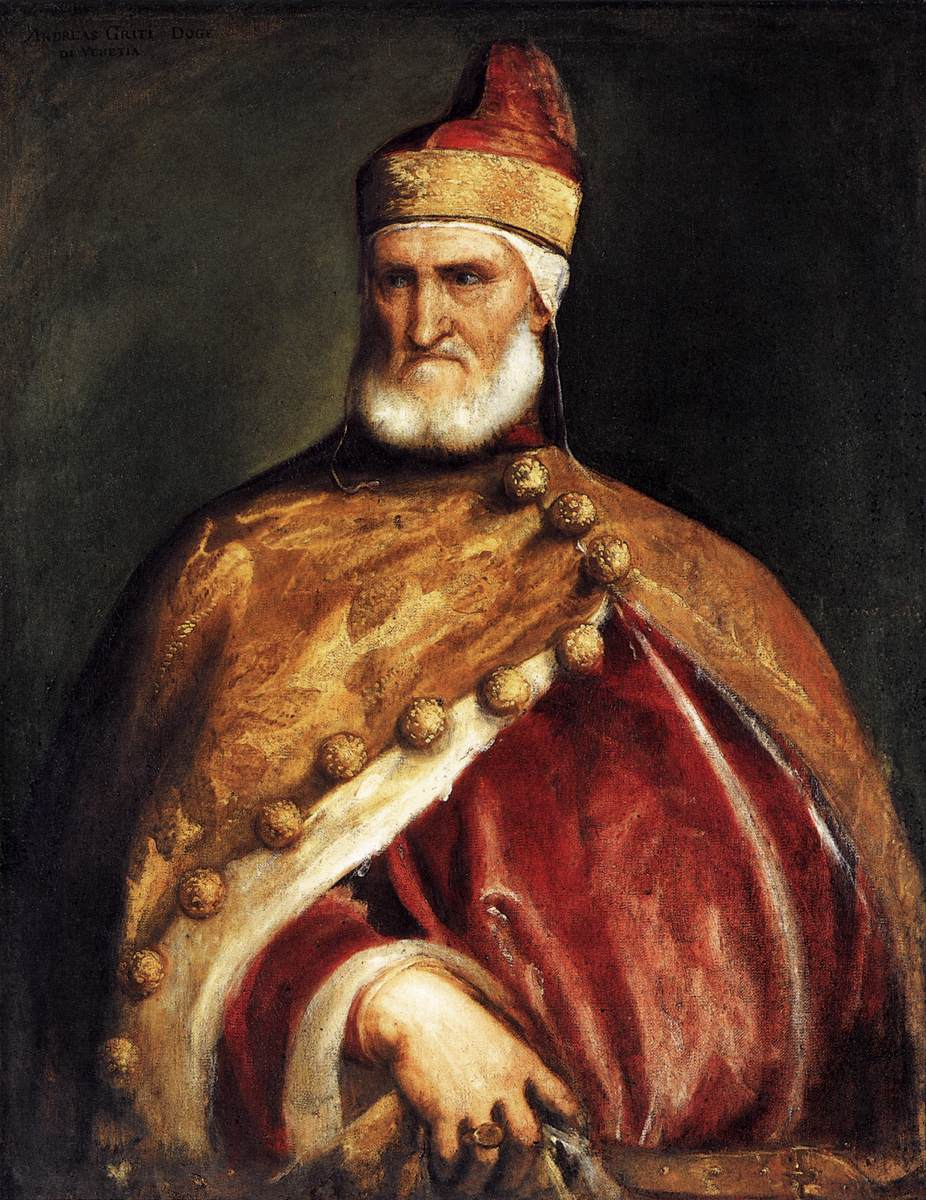
ティツィアーノ『ドージェのアンドレア・グリッティの肖像』 (1546-1550年ごろ)
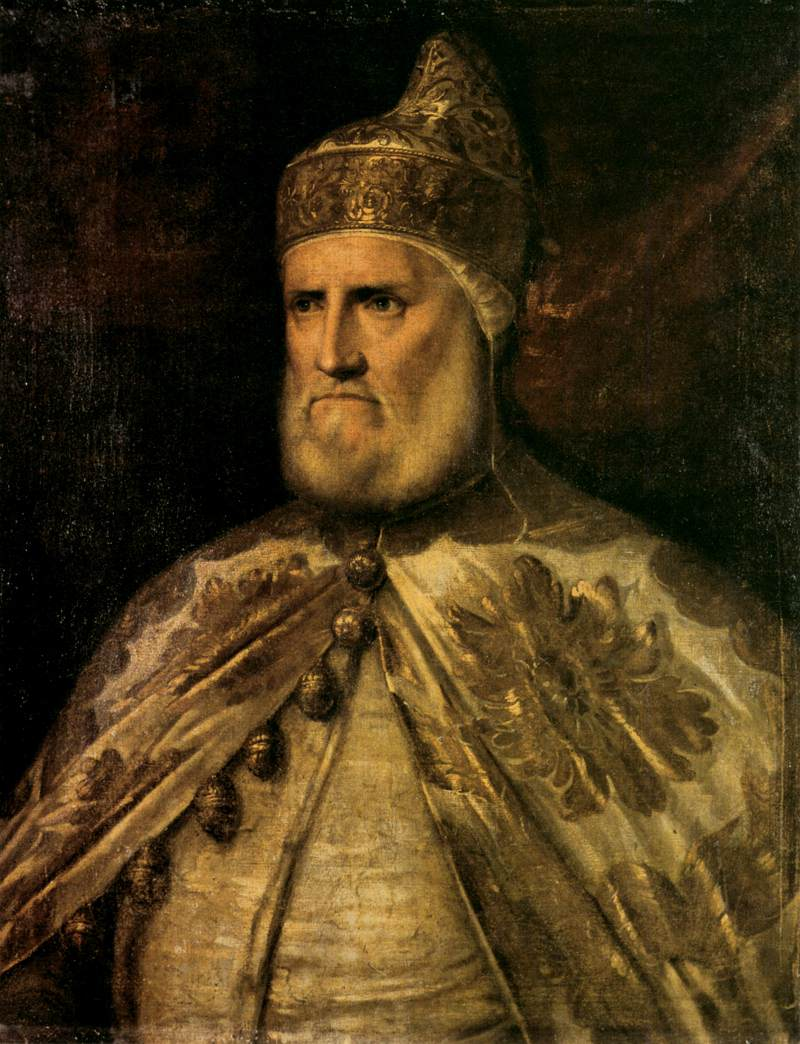
ティツィアーノ『ドージェのアンドレア・グリッティの肖像』 (1537–1540年ごろ)
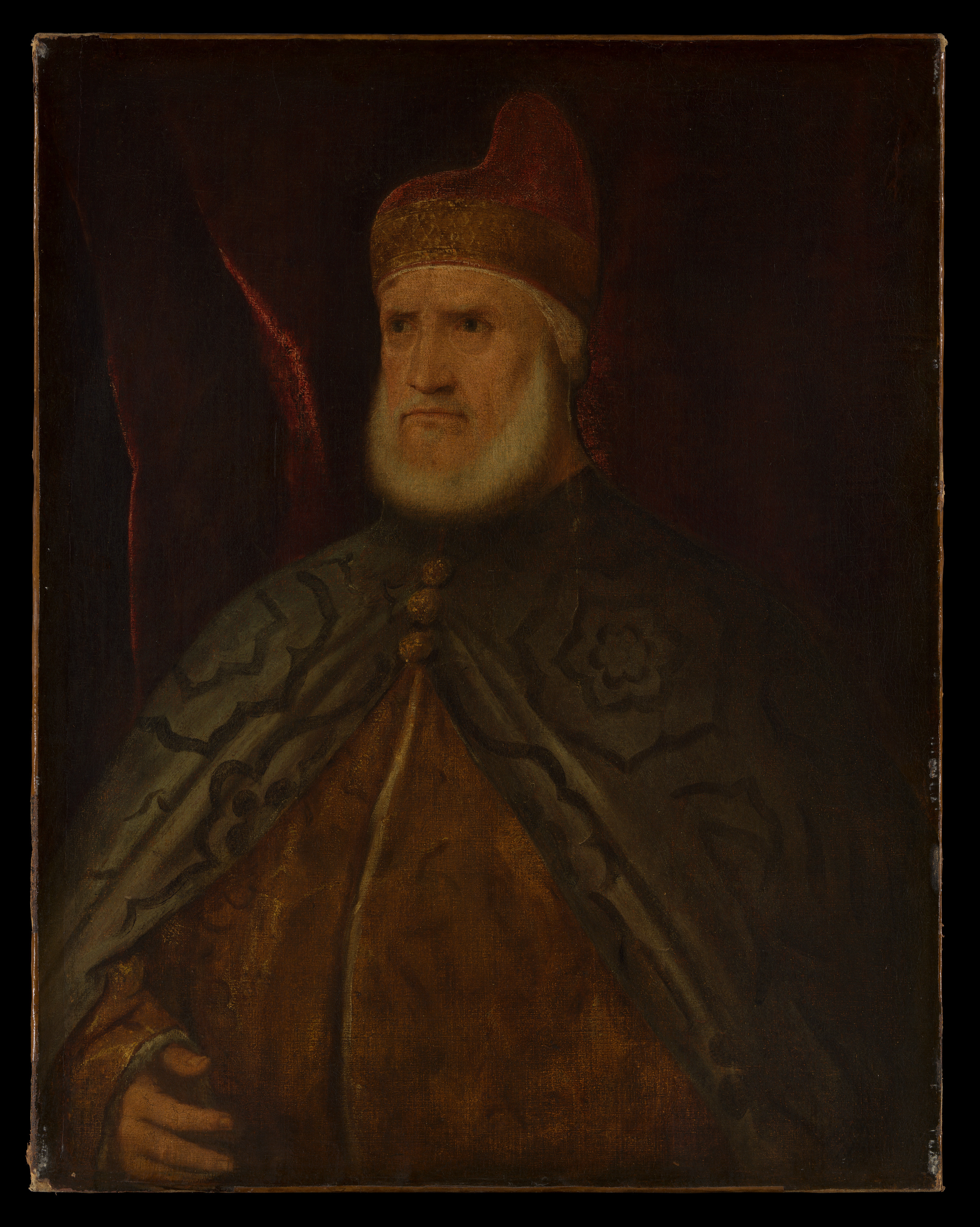
ティツィアーノの工房『ドージェのアンドレア・グリッティの肖像』 (16世紀)
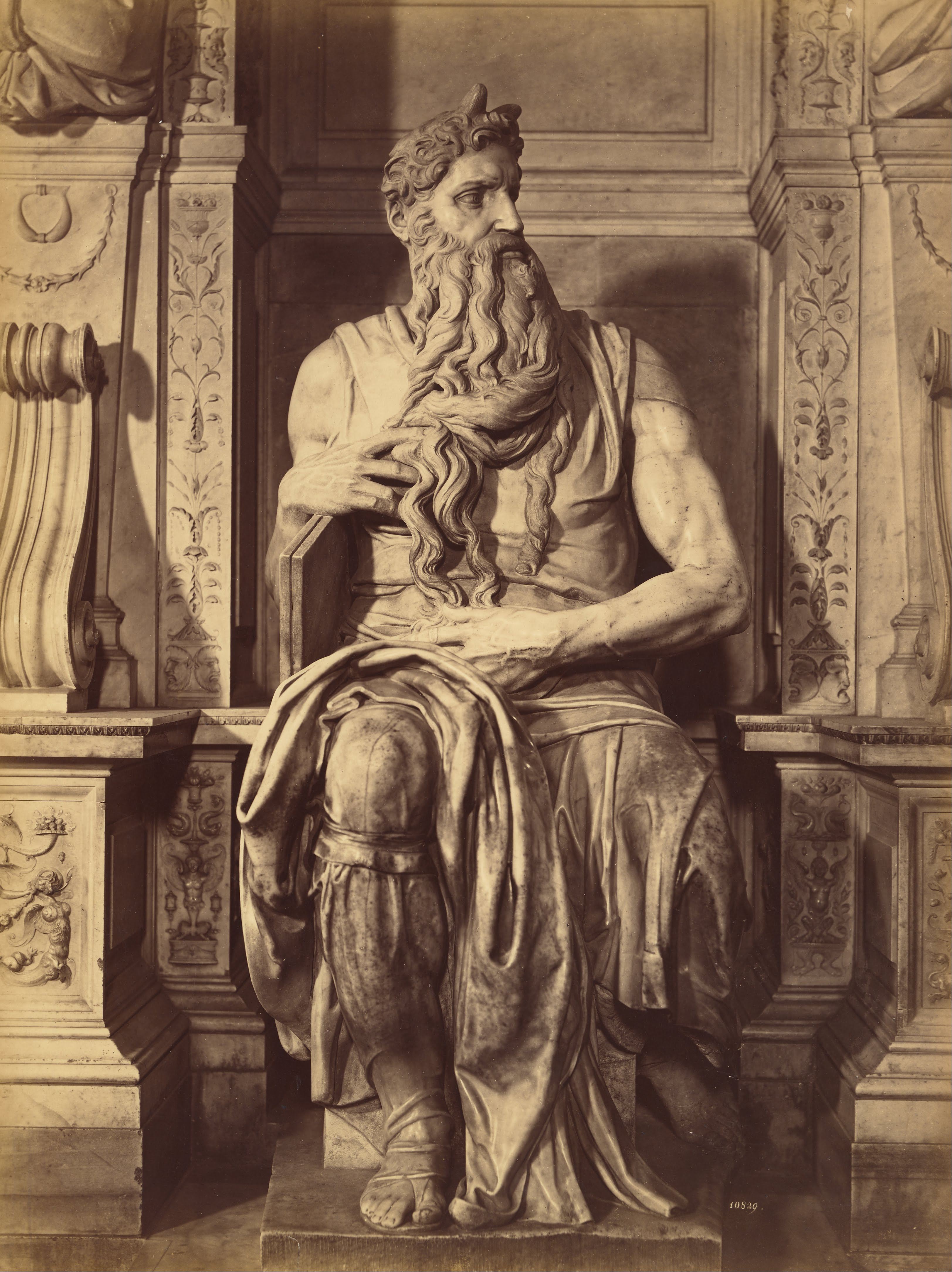
ミケランジェロ『モーセ像（英語版）』 (1513-1515年ごろ) 、サン・ピエトロ・イン・ヴィンコリ聖堂（英語版）、ローマ